# Coelorinchus marinii
Coelorinchus marinii is een straalvinnige vissensoort uit de familie van rattenstaarten (Macrouridae). De wetenschappelijke naam van de soort is voor het eerst geldig gepubliceerd in 1934 door Hubbs.